# 対光反射

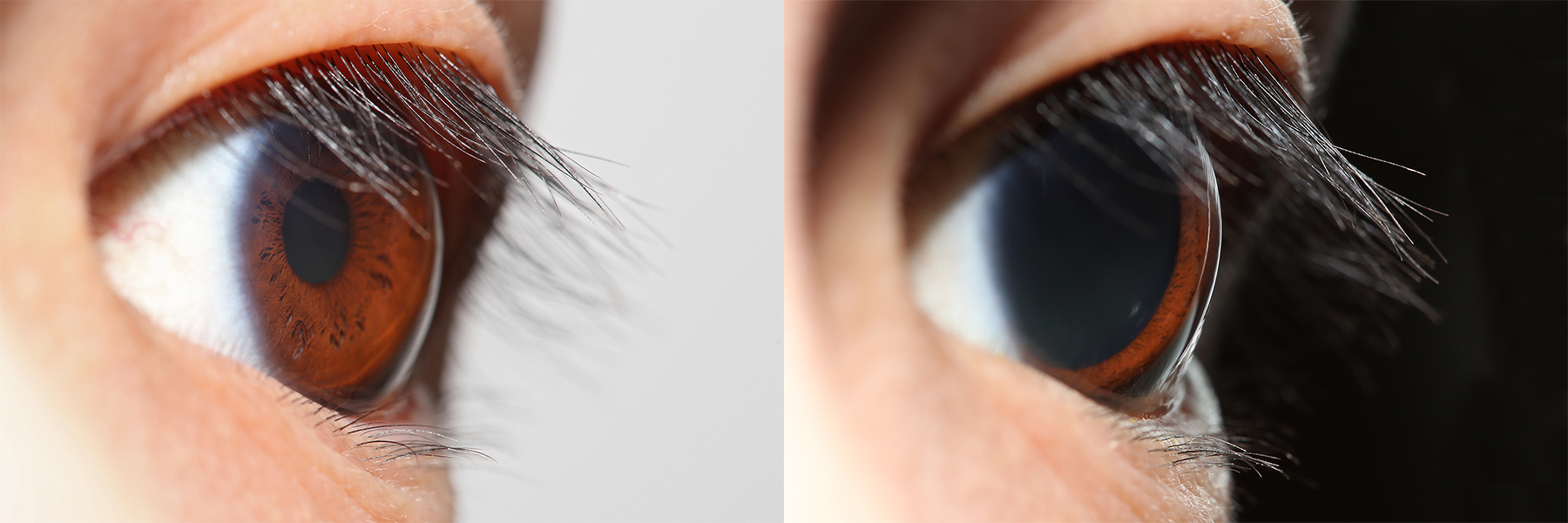
人間の瞳孔対光反射

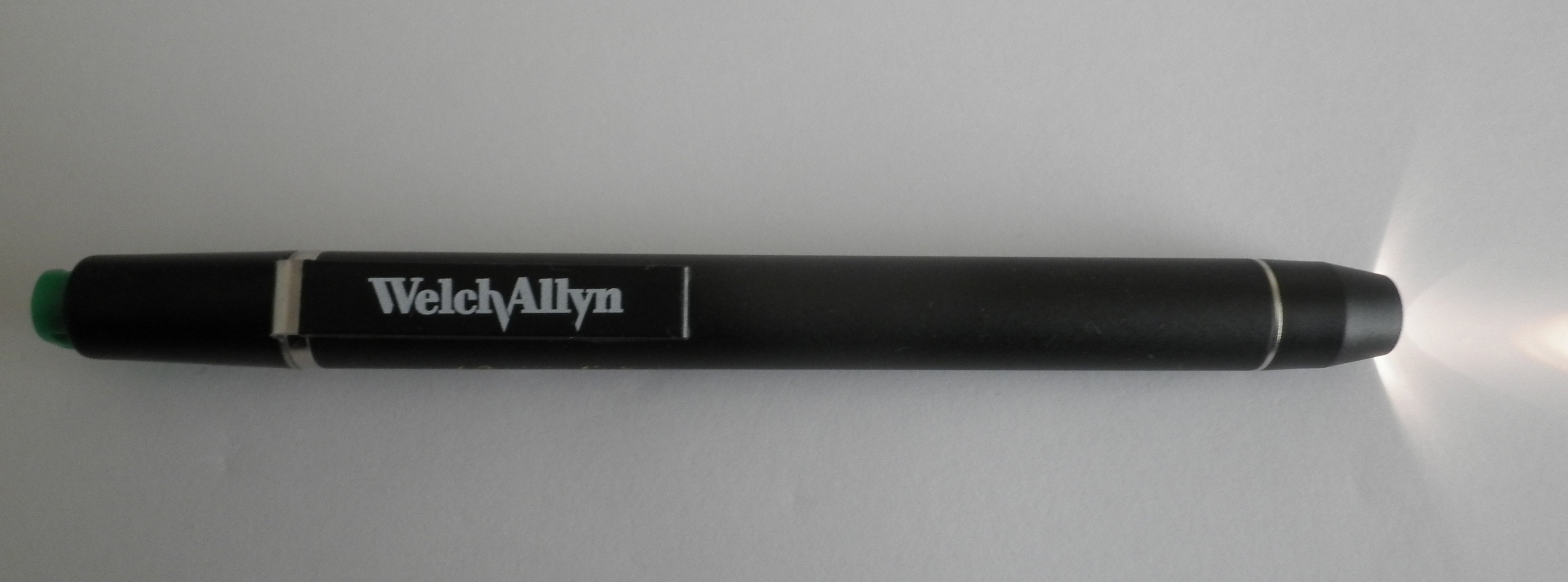
対光反射確認に用いる医療用 ハロゲンペンライト

対光反射（たいこうはんしゃ）とは、瞳孔反射の一つで瞳孔の直径を光の強さにより変化させ、網膜に届く光の量を調節する反射である。それにより様々な明るさに対し網膜を適応させる。強い光に対して瞳孔は小さくなるのに対し、弱い光では瞳孔は大きくなる。つまり対光反射は瞳に入る光の量を調節している。

## 原理
網膜神経節細胞が受容した刺激を視神経は網膜視床下部路を介して求心性に進む。これは対光反射の求心性部分を担っている。一方遠心性では動眼神経が瞳孔括約筋を収縮させることにより対光反射の遠心性部分を担っている。

### 第1ニューロン
対光反射は、まず網膜神経節細胞が受容した刺激を視神経に伝えることから始まる。視神経は中脳上部の視蓋前核を経由し、外側膝状核と 一次視覚皮質に投射される。

### 第2ニューロン
視蓋前核からの軸索は動眼神経副核(エディンガー・ウェストファル核)に接続し、それらの軸索は左右の動眼神経へとつながる。

### 第3ニューロン
動眼神経の中の副交感神経が毛様体神経節の細胞とシナプスをつくる。

### 第4ニューロン
短毛様体神経が光彩の毛様体を収縮させる。

## 数式
対光反射は、環境光と瞳孔の大きさにより非線形微分方程式で表すことができる。
{\displaystyle M(D)=\operatorname {atanh} \left({\frac {D-4.9}{3}}\right)}
{\displaystyle {\frac {dM}{dD}}{\frac {dD}{dt}}+2.3026\operatorname {atanh} \left({\frac {D-4.9}{3}}\right)=5.2-0.45\ln \left[{\frac {\Phi (t-\tau )}{4.8118~\times ~10^{-10}}}\right]\;\;}
Dは瞳孔の直径をミリメートルで表し、{\displaystyle \Phi (t-\tau )}は網膜に達する光度の時間、{\displaystyle \Phi =IA}は輝度でルーメン/ミリメートル2倍で瞳孔のmm2の範囲に届く。{\displaystyle \tau } は瞳孔の時間で、神経や神経節シナプスの興奮にかかる時間を表している。dM、dD そして dt はM 機能、瞳孔の直径 D 時間かtから導かれている。
瞳孔が収縮する速度が拡張する速度の3倍速いため、別の式を使う必要がある。
{\displaystyle dt_{c}={\frac {T_{c}-T_{p}}{S}}}
{\displaystyle dt_{d}={\frac {T_{c}-T_{p}}{3S}}}
{\displaystyle dt_{c}} と{\displaystyle dt_{d}}は dtミリ秒単位で測定されたため、Tc と Tp はミリ秒単位で測定されている。Sは収縮/膨張速度に影響を与える定数であり、個人で一定である。{\displaystyle S}は微小な瞳孔の収縮/拡張速度のシミュレーションに高い価値がある。
シミュレーションの精度を高めるために、環境光（0.05 Hzから0.3 Hzの範囲内）に小さな変化をランダムに与えることにより、近似することができる。

## 臨床的意義
対光反射は目に入る光の量の調整だけでなく、臨床上重要な診断方法である。目の機能、感覚、運動を試験することができる。
通常状態では、瞳孔は刺激された目だけでなく、刺激されていない目も同時に収縮することが確認されており、両目を比較することにより病気の診断に用いることができる
。例えば右目への刺激で両目に反応がなく、左目への刺激で正常応答をした場合は右目の視神経の問題が考えられる。
緊急治療室では医師は脳幹の機能検査のため日常的に対光反射を用いている。
異常な対光反応は、視神経、動眼神経の損傷、脳死、バルビツレートなどの薬剤による。
対光反射を用いた試験によりいくつかのパターンが認められる。